# Pałac królewski w Dur-Kurigalzu
Pałac królewski w Dur-Kurigalzu – siedziba królów kasyckich, zbudowana w Dur-Kurigalzu za czasów panowania Kurigalzu I, dokąd na przełomie XV–XIV wieków p.n.e. została przeniesiona stolica Babilonii. Architektura pałacu była dostosowana do potrzeb użytkowych i pozbawiona funkcji estetycznych.
Pałac zachował się częściowo. Na podstawie wykopalisk stwierdzono, że był budowany bez wcześniej ustalonego planu. W miarę potrzeb rozrastał się wszerz dzięki dobudowywaniu kolejnych pomieszczeń wokół podwórzy. Badania najlepiej zachowanej części pałacu pozwalają na stworzenie ogólnego zarysu budowli. Fragment ten składa się z dziedzińca w kształcie kwadratu o bokach 64 m i trzech skrzydeł, z których każde miało po jednym wejściu w centrum fasady. Skrzydła zawierały wąskie sale, otoczone pokojami mieszkalnymi. Brak danych, czy sale posiadały dachy, czy pełniły funkcje mniejszych podwórzy. W przypadku, gdyby były zadaszone, musiałyby być wyższe od pokoików i mieć u góry okna, które oświetlałyby zarówno sale, jak i przylegające do nich pokoiki (tzw. bazylikowy system oświetlenia). Pokoje pałacu przekrywane były charakterystycznymi dla budownictwa okresu kasyckiego sklepieniami beczkowymi.
Zewnętrzne ściany pałacu pokryte były profilowanymi cegłami. Ta technika była nowatorska w architekturze Babilonii, wcześniej została zastosowana przy budowie świątyni Inany w Uruk przez Kara-indasza. Wewnętrzne ściany rezydencji pokrywały malowidła.